# فرودگاه ورنس تروندهایم
فرودگاه ورنس تروندهایم (به انگلیسی: Trondheim Airport, Værnes) (به زبان بومی: Trondheim lufthavn, Værnes) یک فرودگاه مسافربری با کد یاتا TRD است که یک باند فرود آسفالت دارد و طول باند آن ۲۷۵۹ متر است. این فرودگاه در شهر تروندهایم کشور نروژ قرار دارد و در ارتفاع ۱۷ متری از سطح دریا واقع شده است.